# Игора Драйв
«Игора Драйв» — российский гоночный комплекс на курорте Игора в Приозерском районе Ленинградской области, имеющий категорию Grade 1.
Расположен в 54 километрах от Санкт-Петербурга. Строительство по проекту Германа Тильке началось в 2017 году, основные работы были завершены до конца 2019 года. В декабре 2019 года Международная автомобильная федерация (ФИА) присвоила комплексу «Игора Драйв» категорию Grade 2, предоставляющую право принимать все виды гоночных серий, кроме Формулы-1, а в ноябре 2020 года трасса получила категорию Grade 1, дающую право принимать соревнования любого уровня. В июне 2021 года было объявлено, что начиная с 2023 года Гран-при России (Формула-1) будет проходить на «Игоре Драйв», вместо «Сочи Автодрома». 25 февраля 2022 года, в связи с вторжением России на Украину, руководство Формулы-1 расторгла контракт с организаторами Гран-При в одностороннем порядке, заявив о невозможности проведения соревнований в России «в текущих обстоятельствах».

## Характеристики комплекса
Комплекс включает десять профессиональных трасс для шоссейно-кольцевых гонок, дрифта, ралли-кросса и мотокросса, картинга, парных гонок, а также центр контраварийной подготовки.
Главная трибуна основной трассы для шоссейно-кольцевых гонок вмещает 5 000 человек, общая вместимость — 50 000 человек. На момент открытия автодром имел следующие характеристики: длина трассы — 4086 метров, ширина — 12 метров[уточнить]. Количество поворотов - 15: девять левых и шесть правых. Перепад высот на основной трассе равен 17 метрам, на треке для ралли-кросса — 20 метров.
В 2022 году длину трассы увеличили, построив третий сектор для проведения гонок Формулы-1. Количество поворотов было увеличено с 15 до 20, обе прямые были удлинены, а также появился значительный подъем. Новый участок трассы начинается после 12-го поворота, продолжая заднюю прямую, и заканчивается подъемом на стартовую прямую (теперь 1100 метров) после 20-го поворота. Протяженность этого сектора характеризуется значительными изменениями рельефа: крутой подъем с максимальным уклоном 12% между 13-м и 15-м поворотами сменяется столь же крутым спуском до 12,5% между 15-м и 16-м поворотами. После обновления конфигурации, трасса получила следующие характеристики:
- длина — 5,18 км;
- количество поворотов — 20;
- расчётное время круга в Формулы-1 — 86 с;
- Предполагаемая средняя скорость болида Формулы-1 — 215 км/ч.

## Соревнования
В 2019 году комплекс подписал соглашение с DTM по схеме «3+2» (контракт на три года с опцией продления ещё на два сезона). Первая гонка планировалась на 29—31 мая, но её отменили из-за пандемии COVID-19.
В 2023 году был анонсирован фестиваль скорости и музыки GARAGE FEST Игора Драйв, который должен был состояться 5—6 августа 2023 года.
С 2023 года на «Игоре Драйв» планировалось проводить Гран-при России Формулы-1. Но, после вторжения России на Украину в 2022 году контракт был расторгнут и все будущие гонки на территории России были отменены. 